# Azaghâl
Azaghâl is in de fantasy-boeken van J.R.R. Tolkien een Dwerg.
Ten tijde van de eerste Era van Midden-aarde was hij de heerser over de Dwergenveste Gabilgathol, die door de Elfen Belegost werd genoemd en was gelegen in het zuiden van de Blauwe Bergen. Toen Azaghâl door Orks werd overvallen op de Dwergenweg in Oost-Beleriand schoot Maedhros hem te hulp. Als dank voor zijn redding gaf de Dwergenheer hem zijn helm, de Drakenhelm van Dor-lómin. Uiteindelijk zou deze helm nog terechtkomen bij Túrin Turambar.
Azaghâl trok tijdens de Nirnaeth Arnoediad, de Slag van Ongetelde Tranen, samen ten strijde met de Elfen en de Edain tegen de legers van Morgoth. Het waren de Dwergen uit Belegost die het het langst volhielden in het strijdgewoel en dan met name tegen de Draken. Uiteindelijk zou in deze slag de machtigste draak van allemaal, Glaurung, de strijd aanbinden met Azaghâl. De Dwerg delfde het onderspit, maar niet voordat hij Glaurung zodanig verwondde dat deze het slagveld ontvluchtte.